# The Devil Strikes Again
The Devil Strikes Again (с англ. — «Дьявол наносит новый удар») — двадцать второй студийный альбом немецкой хеви-метал-группы Rage, изданный 10 июня 2016 года на лейбле Nuclear Blast. На синглы «My Way» и «The Devil Strikes Again» сняты видеоклипы.
Запись стала первой студийной работой музыкального коллектива после значимых перемен в составе. После разногласий и ухода гитариста Виктора Смольского в 2015 году основатель ансамбля Пиви Вагнер собрал новый состав, чтобы продолжить творческий путь.
Критики в целом положительно оценили диск, отметив его агрессивное звучание и возвращение к классическому стилю группы, свойственному для их творчества в 1990-е годы. Некоторые рецензенты критиковали стилистическую неоднородность альбома и посчитали, что его нельзя назвать выдающимся.

## Предыстория и запись
В предшествующие записи The Devil Strikes Again годы среди участников Rage назревали творческие разногласия. С 2013 года гитарист Виктор Смольский сосредоточил внимание на оркестровом проекте Lingua Mortis Orchestra — параллельном проекте, основанном совместно с Петером «Пиви» Вагнером, лидером Rage. Проект сочетал оркестровую музыку с элементами метала, что отражало творческое отклонение Смольского от традиционного звучания Rage. В феврале 2015 года появилось сообщение о том, что Смольский покидает ансамбль. Причиной ухода, согласно заявлению группы, стали личные и музыкальные разногласия. Он был участником Rage с самым длительным стажем после Пиви Вагнера, играл в коллективе с 1999 года и оказал значительное влияние на его развитие. Учитывая ситуацию, состав покинул и барабанщик Андре Хильгерс. Комментируя уход из трио, Смольский сообщил, что планирует продолжить работу над проектом Lingua Mortis Orchestra, но уже без Пиви.
Перемены в составе вызывали у многих вопросы о том, сможет ли Rage продолжить существование. Оставшись единственным участником из оригинального состава, к июню 2015 года Пиви Вагнер нашёл двух музыкантов для нового состава. Ими оказались гитарист Маркос Родригес и барабанщик Василиос «Лаки» Маниатопулос. 36-летнего гитариста Родригеса называли преданным поклонником Rage. Он познакомился с Пиви во время юбилейного тура группы, посвящённого 30-летию ансамбля, где его группа Soundchaser разогревала публику на нескольких концертах. Василиос Маниатопулос ранее был вокалистом группы Tri State Corner. Также он — бывший ученик и техник барабанщика Христоса Эфтимиадиса (экс-участника Rage, а также участника Tri State Corner и проекта Refuge) и давний друг Пиви.
О подборе новых участников Пиви рассказывал, что получил несколько предложений от известных музыкантов, однако это было не то, чего он искал; Пиви стремился создать группу, где все участники движутся в одном направлении. Родригес и Маниатопулос же, на его взгляд, словно «впитывали Rage всю свою жизнь» и «чувствуют эту музыку на глубоком уровне». С ноября по декабрь 2015 года Пиви Вагнер провёл первый тур с новыми коллегами по группе — в честь двадцатилетия альбома Black in Mind.
The Devil Strikes Again стал первым полноформатным релизом, который группа готовила в новом составе. Диск был записан в период с сентября по октябрь 2015 года на студиях Soundchaser (Зандховен, Бельгия) и Megafon (Буршайд, Германия). Звукорежиссёром в бельгийской студии выступил Маркос Родригес, в немецкой — Кристоф «Брат» Ткоч. Сведение и мастеринг были выполнены в студии Unisound (Грефрат, Германия) Даном Сванё. Бонусный винил был сведён в студии Megafon Кристофом Ткочем, а мастеринг сделан на студии Unisound Даном Сванё.
В интервью для ресурса Wall of Sound в мае 2016 года Пиви Вагнер поделился подробностями создания The Devil Strikes Again. Он отметил, что до нового состава отношения внутри Rage носили более формальный характер, без глубокого личного взаимодействия. Теперь же, по словам Пиви, группа состоит из трёх близких друзей, что помогает в создании песен и добавляет в процесс «магию». Пиви рассказал, что основная концепция песен для лонгплея принадлежит ему, а после создания базовой структуры он вместе с Маркусом дорабатывал композиции, особенно сольные партии. Финальные аранжировки они завершили при участии Василиоса, который, помимо роли барабанщика, также выполнял функции менеджера группы, занимаясь организацией выступлений. По этой причине Василиос предпочёл не участвовать в творческом процессе. По словам Пиви Вагнера, альбом получился более прямолинейным и в нём больше трэшевых элементов, однако он сохраняет верность мелодическим корням Rage. Также Пиви подчеркнул, что новый состав ансамбля больше напоминает Rage 1990-х годов, так как он выступает основным автором песен.

## Выпуск и продвижение
22 января 2016 года трек «My Way» был издан как первый сингл и стал частью EP, состоящего из четырёх композиций, включая две перезаписанные версии песен из альбома Black in Mind (1995). В этот релиз также вошла испаноязычная версия заглавного трека под названием «Apuesto a Ganar». 3 июня заглавный трек альбома был издан как второй сингл вместе с видеоклипом на песню. Также группа опубликовала видео с текстом песни «War».
В конце февраля 2016 года в студии Megafon в Буршайде было проведено эксклюзивное предварительное прослушивание нового LP для немецкой музыкальной прессы. Колин Бюттнер из metal.de отметил мощное сочетание стремительных трэшевых риффов и быстрой барабанной игры, особенно заметное в заглавной песне, и выделил мелодичность композиции «Back on Track». Критик отметил, что коллектив звучит менее замысловато, но более свежо и мотивированно, чем раньше. Марсель Рапп из Powermetal.de также подчеркнул динамичное звучание студийника, близкое к классическим работам ансамбля. По мнению Раппа, композиции полны тяжёлых риффов и быстрых ударных, но при этом не лишены мелодичности. Он особо отметил композицию «War» за мощные ударные и «галопирующий» рифф, а «The Dark Side of the Sun» — за выразительный вокал Пиви, высокую скорость и бескомпромиссность.
10 июня 2016 года The Devil Strikes Again был издан на лейбле Nuclear Blast. В Северной Америке он вышел 8 июля на лейбле Metalville Records по лицензии от Nuclear Blast. На физических носителях альбом издавался в нескольких вариантах: компакт-диск, двухдисковый диджибук, эксклюзивный диджибук на трёх компакт-дисках, а также на двух виниловых пластинках.
Для продвижения записи группа провела промокампанию. Ещё до её релиза Rage отправились в тур Rage Live 2016, приуроченный к выходу EP My Way и посвящённый продвижению будущего альбома. Турне длилось с конца января по февраль 2016 года и проходило совместно с Helloween. Запись заключительного концерта, состоявшегося 16 февраля в Варшаве, вошла в отдельный бонусный диск ограниченного издания. В поддержку самого The Devil Strikes Again группа организовала полноценный тур The Devil Tours Agan («Дьявол снова в турне»), в рамках которого трио выступило в девяти странах: Финляндии, России, Австрии, Германии, Словакии, Чехии, Польше, Швейцарии и Италии. Концерты проходили как в клубах, так и на фестивалях, таких как Winter Masters of Rock в Чехии. Российская часть тура включала выступления в Санкт-Петербурге и Москве. Трио сопровождало несколько коллективов, включая Monument из Великобритании и Sôber из Испании. Первый концерт состоялся 10 ноября 2016 года в Хельсинки, последний — 27 декабря в Крайльсхайме, Германия.

## Отзывы критиков
| Оценки критиков | Оценки критиков |
| Источник        | Оценка          |
| --------------- | --------------- |
| Distorted Sound | 5/10            |
| laut.de         | [ 22 ]          |
| metal.de        | 8/10            |
| Metal Hammer    | 5/7             |
| Powermetal.de   | 9/10            |
| Rock Hard       | 9/10            |
| Stormbringer    | [ 27 ]          |

Альбом получил в целом положительные отзывы от критиков. Многие приветствовали возвращение к классическому звучанию группы 1990-х годов, мощь и скорость исполнения, но некоторые рецензенты отметили однообразие вокала и стилистическую неоднородность диска. Александра Михельс из журнала Rock Hard оценила лонгплей на 9 из 10, подчеркнув, что в новой студийной работе трио вернулось к звучанию в духе таких успешных пластинок 1990-х, как Black in Mind и End of All Days. По её мнению, студийник звучит тяжелее, грубее, «трэшевее», а также несколько злее, чем его предшественники. Михельс также отметила, что девиз записи — «меньше украшений, больше прямолинейной силы», а ряд композиций с оптимистичной атмосферой и запоминающимися припевами подтверждают, что Rage вернулись на правильный путь. Критик из Stormbringer поставил лонгплею 4 звезды из 5 и подчеркнул, что The Devil Strikes Again удачно возвращает Rage к их олдскульному звучанию 1990-х, несмотря на смену состава. Он похвалил агрессивное звучание и высокую скорость исполнения, однако некоторые композиции посчитал неубедительными.
Катрин Ридль из журнала Metal Hammer отметила, что в новой записи Rage возвращаются к своим корням — хеви-металу с быстрыми извилистыми риффами и рычащим вокалом Пиви, в связи с чем поклонники раннего творчества коллектива и музыкальные пуристы определённо останутся довольны пластинкой. На те же стилистические изменения в The Devil Strikes Again указал и Колин Бюттнер из metal.de. Он отметил, что Пиви явно получил необходимый заряд свежей энергии, и добавил, что давно не видел, чтобы Rage играли с такой радостью. Бюттнер охарактеризовал лонгплей как имеющий «много света, немного тени», указав на его насыщенность яркими хитами, несмотря на то, что не все песни дотягивают до общего высокого уровня.
В рецензии для немецкого вебзина Powermetal.de Марсель Рапп похвалил альбом за энергичное звучание и «фейерверк первоклассных риффов». Обозреватель отметил впечатляющую мощь отдельных композиций, которые не требуют времени для привыкания и цепляют с первых секунд. В завершение критик заявил, что The Devil Strikes Again полностью оправдывает своё название.
Некоторые критики дали новой работе немецкого трио смешанные отзывы. Юрген Лугерт с сайта laut.de отметил пластинку как добротный и приятный, но не слишком выдающийся метал-альбом. Критик высоко оценил прямолинейное, энергичное и захватывающее звучание, подчеркнув, что группа вернулась к основам, отказавшись от экспериментов и «витиеватости» в пользу простоты. В то же время он обратил внимание на однообразие вокала Пиви, которое, по его мнению, в некоторых моментах делает диск слегка монотонным.
Джессика Хокинс из Distorted Sound отметила в рецензии, что, хотя The Devil Strikes Again включает в себя запоминающиеся и увлекательные моменты, он точно не будет выделяться как значительное достижение в 30-летней карьере группы. По её мнению, несмотря на наличие потенциала, LP страдает от стилистической неоднородности, колеблясь между качественным хеви-металом и более доступными, попсовыми элементами, что может разочаровать преданных поклонников Rage.

## Список композиций
Все тексты написаны Пиви Вагнером, вся музыка написана Вагнером и Родригесом, если не указано иное.
| №                   | Название                   | Длительность |
| ------------------- | -------------------------- | ------------ |
| 1.                  | «The Devil Strikes Again»  | 4:37         |
| 2.                  | «My Way»                   | 4:19         |
| 3.                  | «Back on Track»            | 4:19         |
| 4.                  | «The Final Curtain»        | 4:12         |
| 5.                  | «War»                      | 4:21         |
| 6.                  | «Ocean Full of Tears»      | 4:02         |
| 7.                  | «Deaf, Dumb and Blind»     | 4:14         |
| 8.                  | «Spirits of the Night»     | 4:54         |
| 9.                  | «Times of Darkness»        | 5:13         |
| 10.                 | «The Dark Side of the Sun» | 5:46         |
| Общая длительность: | Общая длительность:        | 45:57        |

| №                   | Название                                       | Автор(ы)                                                | Длительность |
| ------------------- | ---------------------------------------------- | ------------------------------------------------------- | ------------ |
| 1.                  | «Bring Me Down»                                |                                                         | 5:05         |
| 2.                  | «Requiem»                                      |                                                         | 3:55         |
| 3.                  | «Into the Fire»                                |                                                         | 5:27         |
| 4.                  | «Slave to the Grind» (кавер на песню Skid Row) | Дэйв Сабо, Рэйчел Болан, Себастьян Бах                  | 3:27         |
| 5.                  | «Bravado» (кавер на песню Rush)                | Алекс Лайфсон, Гедди Ли                                 | 4:37         |
| 6.                  | «Open Fire» (кавер на песню Y&T)               | Дэйв Меникетти, Джоуи Алвес, Фил Кеннемор, Леонард Хэйз | 4:42         |
| Общая длительность: | Общая длительность:                            | Общая длительность:                                     | 27:13        |

### Бонусный дискLive in Warsaw 2016
Записан 16 февраля 2016 года на концерте Rage в клубе Progresja в Варшаве, Польша.
| №                   | Название                | Длительность |
| ------------------- | ----------------------- | ------------ |
| 1.                  | «Black in Mind»         | 4:59         |
| 2.                  | «Sent by the Devil»     | 6:10         |
| 3.                  | «End of All Days»       | 5:03         |
| 4.                  | «Back in Time»          | 5:28         |
| 5.                  | «Down»                  | 5:47         |
| 6.                  | «My Way»                | 5:18         |
| 7.                  | «Until I Die»           | 5:44         |
| 8.                  | «Don’t Fear the Winter» | 4:55         |
| 9.                  | «Higher than the Sky»   | 10:35        |
| Общая длительность: | Общая длительность:     | 53:59        |

## Участники записи
В создании альбома приняли участие:
Группа
- Пиви Вагнер — вокал, бас-гитара;
- Маркос Родригес — гитара, бэк-вокал;
- Василиос «Лаки» Маниатопулос — ударные, бэк-вокал.

Производство
- Маркос Родригес — продюсер, звукорежиссёр;
- Пиви Вагнер — исполнительный продюсер;
- Тим Тронкё — оригинальное фото группы на обратной стороне обложки, фото группы;
- Пла Кинтруп — оригинальные фотографии группы для внутренней обложки;
- Карим Кёниг — графическое оформление (логотип, оформление обложки, редактирование фотографий, дизайн конверта);
- Иван К. Марас — все прочие фотографии и оригинальное фото на передней обложке (также режиссёр клипа на композицию «My Way»)[10];
- Дан Сванё — звукорежиссёр, сведение и мастеринг;
- Кристоф «Брат» Ткоч — звукорежиссёр.

## Чарты
Еженедельные чарты
| Чарт (2016)                                  | Высшая позиция |
| -------------------------------------------- | -------------- |
| Бельгия/Валлония (Ultratop 200 Albums Chart) | 119            |
| Бельгия/Фландрия (Ultratop 200 Albums Chart) | 170            |
| Германия (Offizielle Deutsche Charts)        | 37             |
| Швейцария (Schweizer Hitparade)              | 47             |